# Zwaar water
Zwaar water of gedeutereerd water is de triviale benaming van dideuteriumoxide (D2O of 2H2O). Het is bekend als stof die bij de productie van waterstofbommen gebruikt wordt, en als neutronenmoderator in bepaalde typen kernreactoren.
Het molecuul heeft dezelfde opbouw als "gewoon" water (dat in nucleaire contexten ook wel licht water wordt genoemd) maar de waterstofatomen zijn deuteriumatomen. Deuterium is een waterstofisotoop dat in de kern behalve een proton ook een neutron bevat. Behalve zwaar water bestaat er ook halfzwaar water (HDO) dat slechts één deuteriumatoom bevat.

## Eigenschappen
Zwaar water is chemisch gezien vergelijkbaar met normaal water, maar sommige fysische eigenschappen zijn anders. Het smeltpunt, kookpunt en dichtheid van zwaar water, en ter vergelijking deze temperaturen ook voor gewoon water, zijn als volgt: 
|                   | zwaar water | water  |
| ----------------- | ----------- | ------ |
| smeltpunt (°C)    | 3,82        | 0,00   |
| kookpunt (°C)     | 101,4       | 100,00 |
| dichtheid (kg/m³) | 1107,90     | 998,00 |
Ook de sterkte van de waterstofbruggen is anders dan die voor gewoon water.

### Toxiciteit
Zwaar water bestaat uit dezelfde chemische elementen als normaal water. Bij opname van grote hoeveelheden wordt het op een gegeven moment voor eukaryote organismen toch toxisch, als een belangrijk deel (enige tientallen procenten) van het lichaamswater door zwaar water is vervangen. Hiervoor   is het bij mensen echter nodig om lange tijd (meer dan een week) niets anders dan zwaar water te drinken. Bacteriën kunnen wel worden gekweekt in een omgeving met D in plaats van H.
De biochemische oorzaak van de toxiciteit ligt in de verstoring van de werking van enzymen. Enzymen hebben namelijk een fijn afgesteld netwerk van waterstofbruggen. Deze waterstofbruggen bevinden zich zowel in het actief centrum als erbuiten, en hebben als functie de interactie met het substraat mogelijk te maken, alsmede de stabilisatie van de tertiaire structuur van het enzym.
Indien er grote hoeveelheden deuterium voorkomen in het enzym, worden er sterkere waterstofbruggen gevormd wat de normale celreacties verstoort.
Experimenten op proefdieren hebben uitgewezen dat 25% deuterium in het enzym steriliteit veroorzaakt. Concentraties van 90% zijn snel dodelijk voor fruitvliegen, platwormen en vissen.

## Voorkomen
Zwaar water op basis van deuterium is de meest voorkomende "natuurlijke" variant. Via destillatie of elektrolyse is D2O te isoleren. Dit kost echter bijzonder veel energie.

## Superzwaar water
Ook water waarin een of twee waterstofatomen door een tritiumatoom zijn vervangen, wordt wel zwaar water (of superzwaar water) genoemd. Het tritiumatoom is radioactief en wordt vooral gebruikt voor ouderdomsbepaling. Zwaar water met tritium is niet geschikt voor nucleaire toepassingen.

## Productie
Halfzwaar water, HDO, komt in de natuur voor in gewoon water in een verhouding van 1 molecuul per 3200. Dit betekent dat 1 op 6400 waterstofatomen deuterium is. Dit is 1 deel op 3200 in gewicht (waterstofgewicht). De HDO kan van gewoon water gescheiden worden door destillatie of elektrolyse en ook door verschillende chemische processen die allemaal gebruikmaken van het kinetisch-isotoopeffect.
Zware waterstof is twee keer zo zwaar als gewone waterstof, zodat scheiding van de isotopen niet bijzonder moeilijk is.
Om zwaar water te produceren door distillatie of elektrolyse zijn grote cascade-installaties nodig van distilleerkolommen of elektrolysekamers, en deze verbruiken enorme hoeveelheden energie. Daarom wordt over het algemeen de chemische methode verkozen. De belangrijkste chemische methode is het Girdlersulfideproces.

### Canada
Tot de sluiting in 1997 bevond de grootste zwaarwaterproducerende fabriek zich in Canada. Hier werd per jaar zo'n 700 ton geproduceerd. Alle kerncentrales in Canada zijn van het CANDU-type, dat zwaar water gebruikt als moderator en koelmiddel.

## Toepassing
Bepaalde typen kernreactoren zoals de CANDU-reactor gebruiken zwaar water als moderator om snelle neutronen af te remmen die ontstaan bij de splitsing van uranium.
Zwaar water wordt ook gebruikt door het Canadese Sudbury Neutrino Observatory (SNO) voor de detectie van neutrino's.
In de NMR wordt zwaar water soms als oplosmiddel gebruikt om te controleren of een bepaald waterstofatoom snel uitgewisseld kan worden.

## Tweede Wereldoorlog
Zwaar water werd in 1934 voor het eerst op commerciële basis geproduceerd in de Vemorkfabriek van Norsk Hydro te Rjukan (Noorwegen). Tijdens de Tweede Wereldoorlog is de Vemorkfabriek waar de productie plaatsvond meerdere malen aangevallen door de geallieerden om te voorkomen dat de nazi's hiervan gebruik konden maken voor de productie van kernwapens. Na een tweetal commando-operaties (Operatie Grouse en Operatie Freshman), werd de fabriek op 16 november 1943 gebombardeerd door 388 Amerikaanse B-17 en B-24 bommenwerpers. Hoewel de schade meeviel, en de voorraad zwaar water onbeschadigd was, besloten de Duitsers de fabriek te ontmantelen en de productie naar Duitsland te verplaatsen. Op 20 februari 1944 werd de veerboot die de voorraad zwaar water vervoerde, door een Noorse bomaanslag tot zinken gebracht (Operatie Gunnerside). Van de 49 vaten die aan boord waren konden slechts 4 worden geborgen. Dit belemmerde het Duitse kernwapenprogramma aanzienlijk, aangezien de Duitse kerngeleerde Walther Bothe in 1941 (ten onrechte) veronderstelde, dat alleen zwaar water als moderator kon worden gebruikt in een kernreactor. De Amerikanen hielden het gebruik van grafiet als moderator geheim. De kernreactor moest dienen om splijtbaar materiaal voor het kernwapen te maken.